# Svračkovo
Svračkovo (en serbe cyrillique : Сврачково) est un village de Serbie situé dans la municipalité de Požega, district de Zlatibor. Au recensement de 2011, il comptait 155 habitants.
Petar Leković (1893-1942), un Partisan communiste qui a reçu le titre de héros national de la Yougoslavie, est né à Svračkovo ; sa maison natale est classée sur la liste des monuments culturels de Serbie. 

## Démographie
| 1948 | 1953 | 1961 | 1971 | 1981 | 1991 | 2002 | 2011 |
| ---- | ---- | ---- | ---- | ---- | ---- | ---- | ---- |
| 704  | 667  | 620  | 514  | 378  | 240  | 222  | 155  |

|  |